# Benzamid
Benzamid, C
6H
5CONH
2 – organiczny związek chemiczny z grupy aromatycznych amidów, amid kwasu benzoesowego.
Jest to bezbarwne ciało stałe, trudno rozpuszczalne w wodzie. Można go otrzymać w reakcji chlorku benzoilu z amoniakiem lub węglanem amonu:
C
6H
5COCl + (NH
4)
2CO
3 → C
6H
5CONH
2 + NH
4Cl + CO
2 + H
2O
Inną metodą jest reakcja benzonitrylu z perhydrolem w środowisku zasadowym:
C
6H
5CN + 2H
2O
2 → C
6H
5CONH
2 + O
2 + H
2O